# Somme-i csata (1916)
A somme-i csata vagy somme-i támadás néven ismert összecsapás, amelyet 1916. július 1. és november 18. között vívtak a nyugati fronton, az első világháború egyik legnagyobb csatája volt. Ez volt a háború egyik legvéresebb csatája, hiszen a két oldal veszteségei meghaladták az 1,5 millió főt halottakban, sebesültekben és hadifoglyokban. A brit és francia szövetséges csapatok a Somme folyó völgyében 19 km széles arcvonalon kísérelték meg áttörni a német vonalakat. A csata megindításának közvetlen előzménye a verduni csata, ahol a németek igen nehéz helyzetbe hozták a franciákat. A Somme mentén indított támadástól a szövetségesek azt remélték, hogy jelentős német erőket von el Verdun ostromától és ezzel lehetőséget teremt a francia veszteségek pótlására. A somme-i csata veszteségei azonban még a verduni veszteségeket is meghaladták.
Az első világháború jelentős ütközetei közül a verduni lett a franciák nemzeti szimbóluma, míg a somme-i csata ugyanilyen szimbolikus értékkel bír a britek számára. A csata egyik legemlékezetesebb mozzanata az első nap, 1916. július 1-je volt, amikor a britek összesen 57 470 fős veszteséget szenvedtek, köztük 19 240 halottat – ez máig a brit hadsereg legsúlyosabb, egy napon elszenvedett veszteségének számít. A csata első napjaiban készített felvételek felhasználásával forgatták a The Battle of the Somme propagandafilmet, amely a háború során első alkalommal mutatta be teljes valóságában a brit közönségnek a lövészárok-hadviselés borzalmait.
Érdekesség, hogy német részről a csatában részt vett Adolf Hitler, aki a harcok során megsebesült.

## A csata előzményei
A szövetségesek 1916-os katonai stratégiáját az 1915. december 6–8. között megtartott államközi konferencia határozta meg, amelyet a franciaországi Chantillyben rendeztek. A konferencia döntései értelmében egyidejű és nagyszabású támadásokat kellett indítania az oroszoknak a keleti fronton, az olaszoknak az Alpokban, valamint a brit–francia erőknek a nyugati fronton, ezzel lekötve a németek és szövetségeseik erőit minden hadszíntéren.
1915 decemberében a Brit Expedíciós Haderő parancsnokságát Sir Douglas Haig tábornok vette át, aki Flandriában akart támadást indítani, mivel a hadszíntér jóval közelebb lett volna a brit csapatok ellátását biztosító kikötőkhöz, és a támadás sikere esetén további kikötők kerültek volna a szövetségesek kezére a belga tengerparton. A kikötők elfoglalásával felszámolták volna a szövetségesek utánpótlási vonalait fenyegető német tengeralattjárók bázisait is.
Erről azonban Haig semmilyen formális megegyezést nem írt alá a szövetségesekkel és mivel a nyugati front hadműveletei során a brit haderő a francia parancsnokságnak volt alárendelve, alkalmazkodnia kellett a francia elképzelésekhez. Joseph Joffre tábornok, a francia főparancsnok 1916. januárban még beleegyezett, hogy a britek Flandriában indítsák a fő támadást, azonban februárban már a Somme folyó vonalától északra és délre található frontszakaszt jelölte ki a támadás fő helyszínének, ahol a brit és francia csapatok állásai találkoztak.
A somme-i csata még csak az előkészítési szakaszban volt, amikor 1916. február 21-én a németek megtámadták Verdunt. A francia hadvezetés elhatározta, hogy mindenáron megvédik a várost és ezért erőik nagy részét Verdun környékére csoportosították át, jelentős erőket vonva el a somme-i támadástól. Az ütközet megkezdésekor csak három hadtestet, a 6. francia hadsereg kötelékébe tartozó XX., az I. gyarmati és a XXXV. hadtest állt rendelkezésre. A verduni csata egyre növekvő veszteségei láttán a somme-i csata célkitűzései is változtak: a német vonalak áttörése helyett egyre inkább a franciák tehermentesítése volt a cél, hogy némileg enyhüljön a francia vonalakra nehezedő nyomás Verdun környékén.
A brit hadvezetésen belül sem volt egyetértés a csata során követendő taktika tekintetében: a brit 4. hadsereg parancsnoka, Sir Henry Rawlinson tábornok lokalizált támadásokat és az így elfoglalt területek megtartását tűzte ki célul ("„bite and hold”"), míg Haig tábornok mindenáron ragaszkodott az általános és mindent elsöprő rohamhoz ("„decisive battle”").
Az első világháború kezdetén Európába küldött reguláris hadsereg, a Brit Expedíciós Haderő (BEF), hat hadosztálya az 1914-es és 1915-ös csaták során szinte teljesen megsemmisült. Az újonnan létrehozott brit hadsereg magvát a brit „Territorial Force” önkéntesei, illetve Herbert Kitchener hadügyminiszter felhívására toborzott önkéntesek („Kitchener's Army”) adták. A hadsereg létrehozása és kiképzése nyaktörő ütemben folyt, de ugyanilyen gyors volt a sereg irányító tisztek és főtisztek előléptetése is, amely sok esetben egyáltalán nem tükrözte a tisztek képességeit vagy rátermettségét. Maga a főparancsnok, Haig tábornok is a BEF egyik hadtestének volt parancsnoka, mielőtt átvette a brit I. hadsereg, majd pedig a teljes BEF parancsnokságát. A csata kezdetén a BEF 4 (később 5) hadseregből, összesen hatvan hadosztályból állt, de ezek jó része frissen vagy alig kiképzett újonc volt, akiket tapasztalatlan tisztek vezettek a csatába.
A csata kezdetének idejére véget ért a németek Fokker típusú repülőgépeinek (különösen a Fokker E.I vadászrepülőgépnek) fölénye a nyugati fronton és a Royal Flying Corps kivívta a légifölényt a somme-i csatatér körzetében. A csata kezdetén az RFC-nek összesen 185 repülőgépe állt szemben 129 német repülővel. A britek meglehetősen agresszív támadó taktikát folytattak, amely lehetővé tette, hogy felderítsék a frontot és információt gyűjtsenek a szövetséges tüzérség számára, ezzel egy időben igyekeztek megakadályozni a németek hasonló tevékenységét.
Német részről a hírszerzési adatok alapján már régóta várták a támadást a Somme körzetében, és mivel 1914 októbere óta jelentősebb harccselekményre nem került sor a frontnak ezen a szakaszán, bőven volt idejük jól kiépített, többszörösen tagolt lövészárokrendszer és mélyen a földbe ásott, a tüzérségi támadásoknak jól ellenálló fedezékek létrehozására.

## A második albert-i csata (1916. július 1–13.)

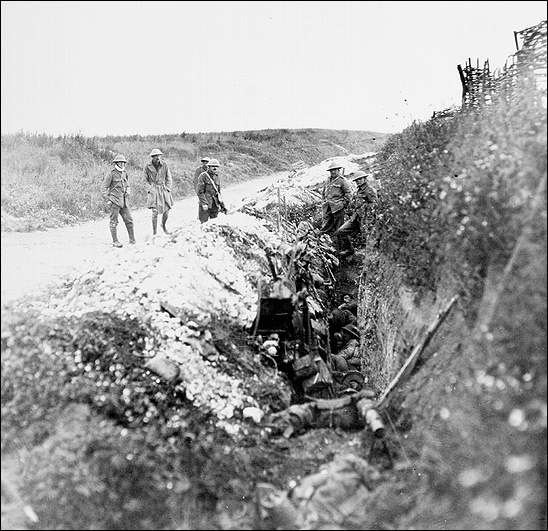
Újfundlandi katonák a támogató lövészárkokban, 1916. július 1.

### A csata első napja
A csata megkezdése előtt Péronne városától nyugatra június 24-étől 7 napig tartó tüzérségi előkészítésre került sor, amelynek során a britek 1,5 millió tüzérségi lövedéket lőttek ki, július 1-jén további negyedmilliót. Közvetlenül a csata előtt a britek 17, a német állások alá ásott aknát robbantottak fel, ezek közül a három legnagyobb egyenként 21 tonna robbanóanyagot tartalmazott.
Az első támadás végrehajtására 13 brit hadosztályt (11 hadosztályt a brit 4. hadsereg és 2 hadosztály a brit 3. hadsereg kötelékéből) jelöltek ki, míg francia részről a 6. hadsereg 11 hadosztálya vett részt a támadásban. Német oldalon a 2. hadsereg egységei védekeztek Fritz von Below tábornok parancsnoksága alatt. A brit–francia támadás tengelye az Albert – Bapaume között húzódó régi római út volt.

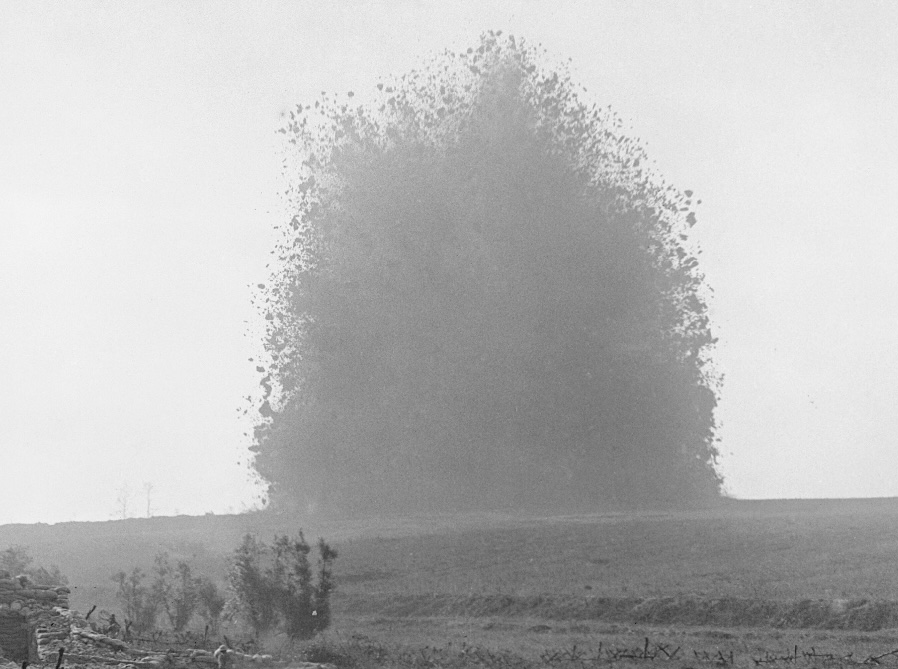
A „Hawthorn Ridge” alatt elhelyezett akna felrobbantása, 1916. július 1., reggel 7.20

A támadás megkezdését 1916. július 1-jén reggel 7.30-ra tűzték ki. 10 perccel a támadás megindítása előtt felrobbantották a „Hawthorn Ridge” alatt elhelyezett aknát – az időzítés kompromisszum eredménye volt, mivel az itt elhelyezkedő hadtest parancsnoka, Aylmer Hunter-Weston altábornagy biztonsági okokból több órával a támadás előtt akarta felrobbantatni az aknát. A műszakiak és más tisztek csak két perccel a támadás előtt akarták felrobbantani – 7. 28-kor robbantották fel a további 16 aknát (kivéve a Kasino Point alá elhelyezett aknát, amelyik elkésett). A támadásra kijelölt időpontban a brit tüzérség a németek második vonalát kezdte el támadni. A brit Darcy S. Hodgson tizedes volt az első, aki elhagyta a lövészárkot és megkezdte a támadást, amelyet John Masefield költő így írt le:
"…a nagymutató elérte a félórás jelet és a brit vonalak mentén egyszerre sípszó és kiáltások hangoztak fel. Az első hullám emberei kimásztak a mellvéden, sötétségben, kavarodásban, a halál jelenlétében és maguk mögött hagyva minden szépet és jót, előrenyomultak a senki földjén keresztül, hogy megkezdjék a somme-i csatát." John Masefield: The Old Front Line, 1917

A brit hadsereg gyalogsági egységei kb. 32 kilogrammos felszerelés súlya alatt nyögve és egyes esetekben csatasorba fejlődve, lassú ütemben közelítette meg a német állásokat.
Máshol a brit egységek még a tüzérségi támadás befejezése előtt kimásztak a lövészárokból, hogy az ágyúzás befejezése után azonnal rohamot tudjanak intézni a német állások ellen. Az előkészítő tüzérségi támadást a német katonák többsége túlélte, mivel jól kiépített fedezékben vészelték át a támadást. A britek azonban arra számítottak, hogy a német fedezékek nem lesznek ennyire jól kiépítve. Ennek megfelelően a Somme mentén felsorakoztatott tüzérség sem volt megfelelő: a támadáshoz összevont 1437 ágyúból csak 467 volt nagy kaliberű, ezekből összesen 34 volt 234 mm vagy nagyobb lövegátmérőjű. A britek által a támadás előkészítése során kilőtt 12 000 tonna lövedék 2/3-a repeszgránát volt, amely inkább az élőerő elleni támadásra alkalmas, csak 900 tonna, a fedezékek ellen hatásos rombolólövedéket („high explosive”) lőttek ki, amely elégtelennek bizonyult.
A brit tüzérség másik hiányossága volt, hogy a célzási hiányosságok miatt kb. 275 méterrel az előrenyomuló gyalogság előtt járt a tüzérség tüze (a franciák kb. 55 méter távolságot hagytak), vagyis a németeknek volt idejük elfoglalni az állásaikat és a britek nem tudtak támogató tüzérségi tüzet kérni egyes megerősített állások ellen.

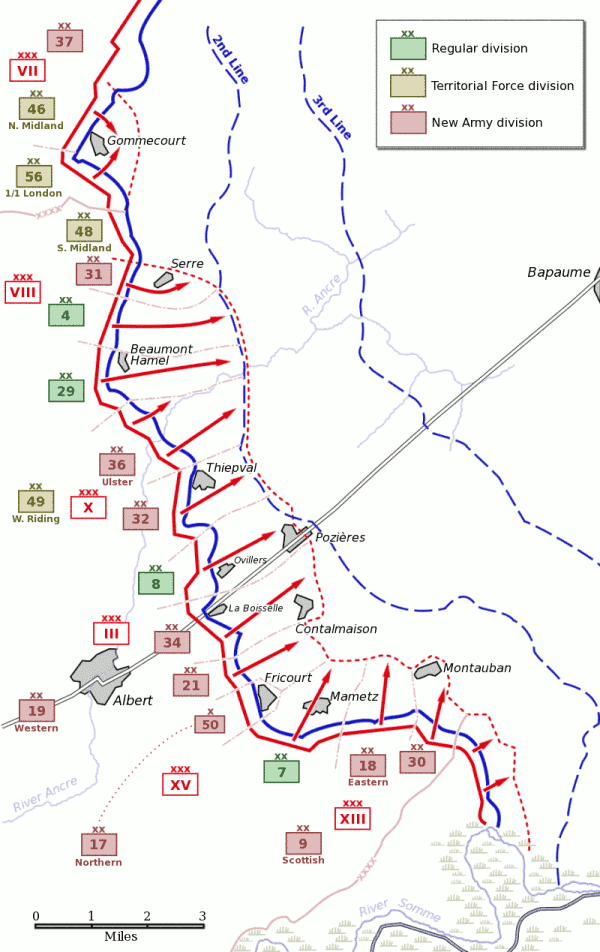
A brit gyalogság támadásának terve július 1-re. A nap egyetlen sikerét délen, Mametz és Montauban körzetében, valamint a francia szektorban érték el.

Az Albert–Bapaume közötti úttól északra a támadás a kezdetektől fogva kudarcra volt ítélve. Egyes frontszakaszokon a támadók bejutottak ugyan a német lövészárkokba, de a súlyos veszteségek miatt nem voltak képesek ezeket az állásokat megtartani az ellentámadásokkal szemben, míg a német tüzérség olyan erős tüzet zúdított a senki földjére, hogy ezeket a csapatokat nem lehetett utánpótlással ellátni, vagy innen segítséget kérni.
A korabeli kommunikációs eszközök fejletlensége miatt a brit parancsnokoknak lényegében fogalmuk sem volt, hogy mi történik a csatatéren és hogy alakul a támadás. Egy téves jelentés alapján a parancsnokság azt hitte, hogy a brit 29. hadosztály elérte a kijelölt célokat Beaumont-Hamel térségében, ezért az 1. újfundlandi ezredet előrevezényelték, hogy támogassa a 29. hadosztályt. Az ezred nem érte el a brit első vonalakat sem, ezért a második vonalbeli lövészárkot elhagyva kellett a támadást megkezdeni. A német tüzérség és a géppuskások tüze miatt az ezred nagy részét megölték, mielőtt a brit első vonalat elérték volna, a nap végére az alakulat 91%-os veszteséget szenvedett: az alakulat 801 katonájából csak 68 élte túl az első napot, több, mint 500-an meghaltak.
Az Albert–Bapaume út körzetében sem volt jobb a helyzet, a La Boisselle közelében felrobbantott két akna ellenére sem. Ezen a frontszakaszon a brit 34. hadosztály alakulata, a Tyneside Irish Brigade hajtott végre egy tragikus előrenyomulást, a német vonalaktól egy mérföldre el kellett hagyniuk a lövészárkot és az alakulat nagy részét megsemmisítette a német géppuskák tüze, mielőtt a brit első vonalat elérték volna.
A déli szektorban a francia hadosztályok sikeresebbek voltak, részben mivel a német alakulatok gyengébbek voltak, részben a francia tüzérség hatásosabb előkészítő tüze miatt, amely mind számban, mind tapasztalatban jóval felülmúlta a britek tüzérségét. Montauban város és a Somme folyó közti vonalon mindenhol sikerült elérni az első napra kitűzött célokat, míg a Somme folyótól délre a francia hadosztályok meghaladták a kitűzött célokat. Az I. gyarmati hadosztály katonái 9.30 körül hagyták el állásaikat, mivel a támadás során a hamis biztonság illúzióját akarták kelteni a németekben. A csel sikeres volt és egy órán belül elfoglalták Fay, Dompierre és Becquincourt településeket, valamint megvetették a lábukat a Flaucourt-fennsíkon – a teljes német első vonal a kezükre került. Még 1-jén 11 órakor elfoglalták az Assevillers, Herbécourt és Feuillères települések között kialakított német második vonalat, anélkül, hogy a tartalékban tartott egységeket be kellett volna vetni. A jobbszárnyon a XXXV. hadtest csak egy hadosztály tudott bevetni a 9.30-kor kezdődő támadásban, ennek ellenére ez az alakulat is elérte minden kitűzött célját. A németeket teljesen meglepetésszerűen érte a támadás és mindenhol sikerült a német állásokat elfoglalni. A nap végére a franciák 1,5 és 2 km-t nyomultak előre a Somme északi és déli partján.

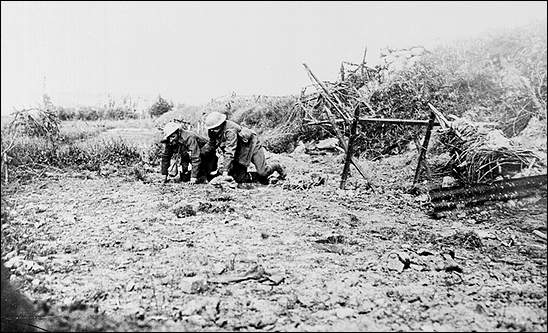
A Newfoundland ezred egyik sebesültjét hátraszállítják Beaumont-Hamel körzetében.

A fentiek ellenére néhány brit és ír egység támadása sikerrel járt, ahogyan Martin Middlebrook leírja könyvében:
"A brit 36. ulsteri dandár katonái nem sokkal 7.30 előtt elhagyták állásaikat és a német vonalak közelében fedezéket kerestek. A támadás percében, ahogyan a tüzérségi tűz alábbhagyott, megszólalt a kürt és felpattantak az ulsteriek, akik a más alakulatok által felvett alakzatot mellőzve megrohanták a német vonalakat. A jól kiválasztott taktika és az ulsteriek elsöprő rohama miatt sikerült, ami sokaknak nem: a német vonalak hosszabb szakaszát elfoglalták." Martin Middlebrook: The First Day on the Somme
És egy másik szektorban:
"Gommecourt közelében a délről támadó 56. londoni hadosztály kimagasló teljesítményt nyújtott. A senki földjén ásott lövészárok és a csatateret beborító füst segítségével négy zászlóalj elfoglalta a teljes német első vonalat." Martin Middlebrook: The First Day on the Somme
Az első nap azonban a helyi sikerek ellenére is kudarc volt. A britek összesen 19 240 halottat, 35 493 sebesültet, 2152 eltűntet és 585 hadifoglyot, összesen 57 470 főt veszítettek a nap folyamán. A veszteségek között aránytalanul magas volt a brit tisztek aránya, akik ebben az időben eltérő egyenruhát hordtak és akiket a német lövészek ezért előszeretettel céloztak. A francia hadsereg összesen 7000 főt vesztett ezen a napot halottakban és sebesültekben.
A német veszteségekről nem áll rendelkezésre pontos adat, mivel a német alakulatok ebben az időszakban csak minden 10. napon jelentették veszteségeiket. A becslések szerint az első napon kb. 8000 főt veszítettek a brit fronton (ebből 2200 hadifogoly). A két fél veszteségei közötti eltérés Ovillers közelében volt a legmagasabb, ahol a támadó brit 8. gyalogsági hadosztály 5121 fős veszteségével szemben a német 180. ezred összes 280 főt vesztett.

### Az első nap után

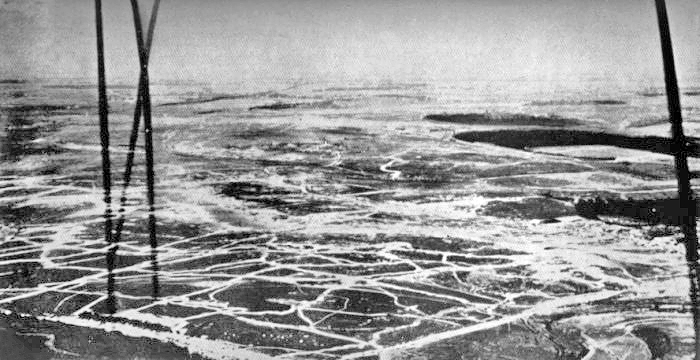
A somme-i frontvonal látképe 1916 júliusában, amit brit tüzérségi hőlégballonból készítettek Bécourt közelében

Július 1-jén este 22 órakor a brit 4. hadsereg parancsnoka, Sir Henry Rawlinson tábornok parancsot adott a támadás folytatására. A korabeli kommunikációs eszközök hiányosságai, a felsőbb parancsnokság elszigeteltsége és a csata közben fejetlenség miatt a felsőbb parancsnokoknak feltehetően fogalmuk sem volt, hogy a támadás micsoda katasztrófába torkollott. Haig tábornok Hubert Gough tábornokot nevezte ki a brit északi szektor parancsnokának, aki viszont a helyzet felmérése után azonnal elrendelte a harccselekmények beszüntetését július 3-ig.
A brit parancsnokoknak arról sem volt fogalmuk, hogy az Albert–Bapaume úttól délre a támadás részben sikeres volt, illetve hogy a francia csapatok sikeresen hajtották végre feladataikat. Ma már ismert, hogy egy ideig széles rés tátongott a német frontvonalban, Ovillers és Longueval között. Július 3-án a brit 18. (keleti) hadosztály egyik harcjárőre 3 km mélységben benyomult a német vonalak mögé, mielőtt bármilyen ellenállással találkozott volna. Az első, katasztrofális nap után a briteknek nem volt elegendő katonája a rés kihasználására, és a németek hamarosan helyreállították a frontvonalat.

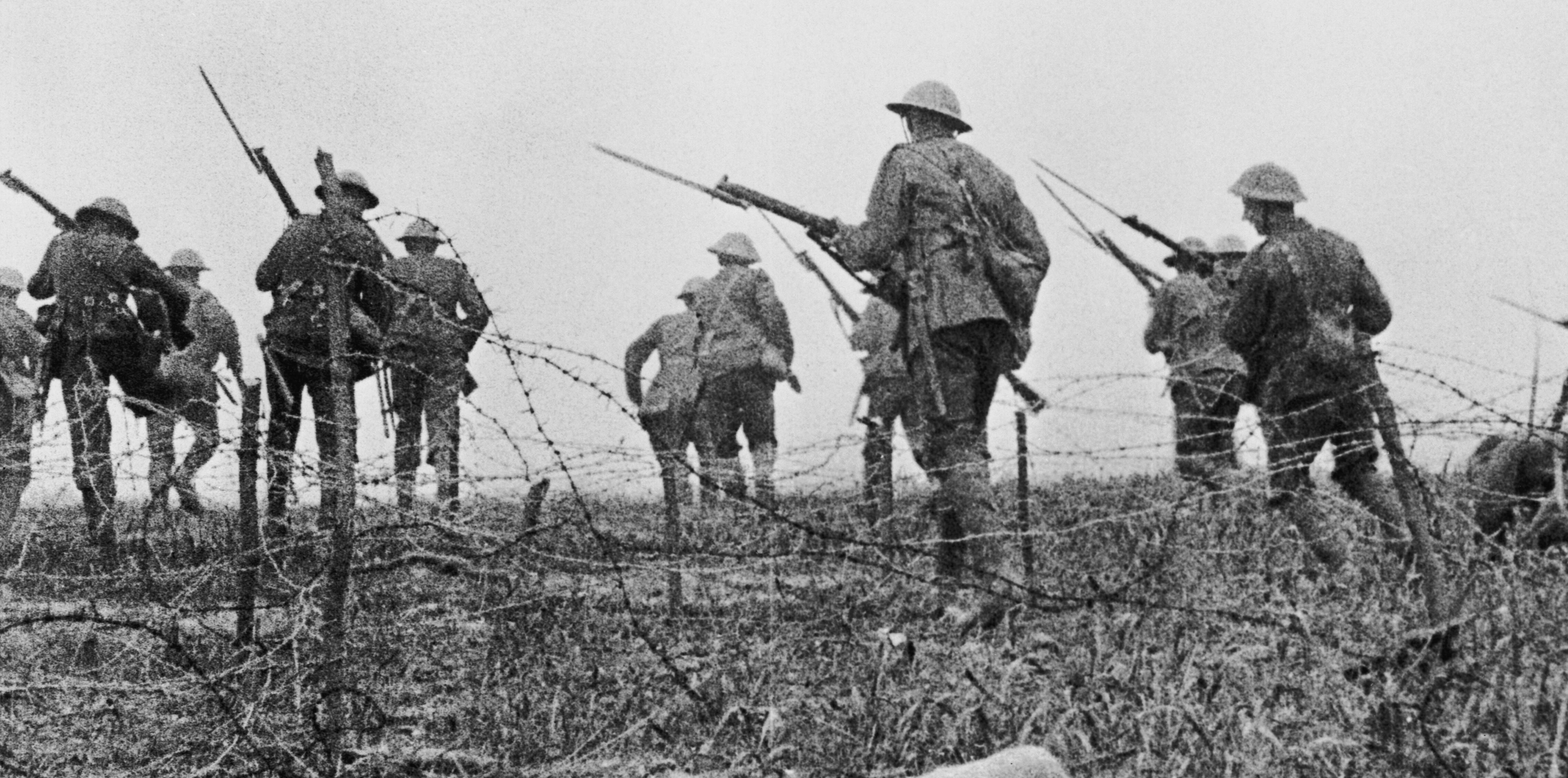

A front egyik szakaszán a Mametz-erdő nevű frontszakasz július 3-án teljesen üres volt, de a következő nap ismét bevonultak a németek, és a briteknek csak két, meglehetősen nagy veszteségekkel járó támadás után július 10-ére sikerült ismét elfoglalni. Hasonló volt a helyzet a Magas-erdő és a Delville-erdő szakaszokon, amelyeket az első támadás után könnyedén meg lehetett volna szállni, de a németek hamarosan visszatértek és a britek csak súlyos csaták után, augusztus és szeptember folyamán tudták ismét elfoglalni ezeket. Augusztusban Rawlinson tábornok, a 4. hadsereg parancsnoka ezt írta naplójában a július elejei eseményekről:
Ebben a négy napban [július 1. és 4. között] minden valószínűséggel teljes mértékben elfoglalhattuk volna az ellenség harmadik vonalát, amelyet akkor még nem tudtak teljes mértékben kiépíteni. Teljesen belebetegedek, ha eszembe jut, hogy „mi lett volna, ha…”. Henry Rawlinson
Ahogyan a britek nagy erőfeszítésekkel igyekeztek rendbe szedni hadseregüket és újrakezdeni a támadást, a franciák ugyanolyan nagy lendülettel folytatták sikeres támadásukat a Somme folyótól délre. Július 3-án és 4-én úgy tűnt, hogy a franciáknak sikerül elérni, ami eddig lehetetlennek bizonyult és teljes mélységben áttörik a német vonalakat. Amikor a francia XX. hadtestnek le kellett állítani a támadást, hogy bevárja a britek felzárkózását, a teljes francia hadsereg, közkatonák és tisztek, egy emberként utálták meg a briteket. Máshol a franciák folytatták az előrenyomulást és az I. gyarmati hadtest támadásának eredményeként július 3-ra Frise, Méréaucourt-erdő, Herbécourt, Buscourt, Chapitre-erdő, Flaucourt és Assevillers települések ismét francia kézen voltak. A hadműveletek alatt 8000 német hadifoglyot ejtettek, a Flaucourt-fennsík elfoglalása következtében a franciák előnyös pozícióba tudták mozgatni tüzérségüket, amely hatásosan tudta támogatni a XX. hadtest hadtest támadását a folyó északi partján. A folytatódó francia támadások eredményeként július 5-én elfoglalták Hem települést, július 8-ára pedig Hardecourt-aux-Bois és a Monacu-major is elesett (utóbbi jól megerősített, a környező mocsaras vidékben elrejtett géppuskafészkekkel támogatott német erődítmény volt). Július 9-10-én elfoglalták Biaches települést, a Maisonnette nevű kastélyt Biaches mellett és a Biaches-erődöt.
A tíznapos előrenyomulás eredményeként a francia 6. hadsereg egy 20 km széles frontvonalon behatolt a német védelem mélységébe, helyenként 6 km mélyen a német frontvonal mögé. A támadás eredményeként a teljes Flaucourt-fennsíkot elfoglalták, valamint 12 000 hadifoglyot, 85 ágyút, 26 aknavetőt, 100 géppuskát és egyéb felszerelést zsákmányoltak, minimális saját veszteség mellett.
A britek ugyanebben az időszakban csak kis, helyi jellegű támadásokat (ún. „action”) indítottak, elvileg egy nagyobb, összehangolt támadás előkészítéseként. Július 3. és 13. között Rawlinson tábornok 4. hadserege 46 ilyen kisebb támadást indított, amelyben 25 000 főt veszített halottakban és sebesültekben, anélkül hogy bármilyen kézzelfogható eredményt elért volna. A brit és a francia taktika közötti különbség itt jól megmutatkozott: Haig folyamatos nyomás alatt akarta tartani a németeket, míg a franciák, Joffre és Foch vezetésével, inkább saját erőik megóvására koncentráltak, hogy aztán az áttörés során bevessék azokat.
A somme-i csata egyetlen jelentős kezdeti eredménye volt, hogy július 12-én Erich von Falkenhayn német vezérkari főnök lefújta a Verdunnél tervezett támadást, amely nagy segítség volt a franciáknak. A verduni csata még decemberig folytatódott, de ezután már inkább a franciák diktálták az események menetét.
A Somme mentén von Below tábornok német 2. hadserege nem bírt ellenállni a brit és francia támadásoknak, mivel minden frontvonalbeli német hadosztályt 2-3 szövetséges hadosztály támadott. Helyenként óriási rések tátongtak a német arcvonalban, de július 9. körül a németek megkezdték a védelem helyreállítását. Von Below átvette a német 1. hadsereg parancsnokságát, Max von Gallwitz tábornok lett a 2. hadsereg parancsnoka és a Somme mentén védekező német erők főparancsnoka.
A németek meglehetősen hamarosan elindították az erősítéseket a frontra: már július 2-án 7 német hadosztály volt úton a Somme felé, akiket egy héten belül még 7 hadosztály követett. Július és augusztus folyamán a németek összesen 35 hadosztállyal erősítették meg a frontvonalat a brit szektorban, és további 7 hadosztályt vezényeltek a francia szektorba. A szövetségesek folytatódó támadásai miatt augusztus végére csak egyetlenegy tartalék hadosztály állt az Oberste Heeresleitung (OHL, német főparancsnokság) rendelkezésére.
A britek természetesen meg akarták akadályozni, hogy a németek a nyugati front egyes szakaszairól kivonják a tartalékokat és átcsoportosítsák a Somme környékére, ezért az ellenőrzésük alatt álló szektorokban mindenhol helyi jellegű támadásokat indítottak, hogy a németeket „odaszögezzék” a frontra. Az egyik legnagyobb és leghírhedtebb ilyen támadás a fromelles-i csata volt (július 19–20.), amelyet Artois közelében vívtak. A támadásban összesen 7080 főt vesztettek halottakban és sebesültekben a brit és ausztrál egységek, ennek ellenére sem a német állásokat nem tudták elfoglalni, sem pedig a tartalékok átcsoportosítását nem tudták megállítani.

## A Bazentin Ridge-i csata (1916. július 14.)
Július 14-ére a brit 4. hadsereg végre képes volt újrakezdeni a támadást a brit szektor déli részén. A támadás célja a „Bazentin Ridge” nevű magaslaton kiépített német állások elfoglalása volt, amely Pozières-től Guillemont és Ginchy falvak között húzódott. A támadás során a britek el akarták foglalni Bazentin le Petit, Bazentin le Grand és Longueval falvakat.

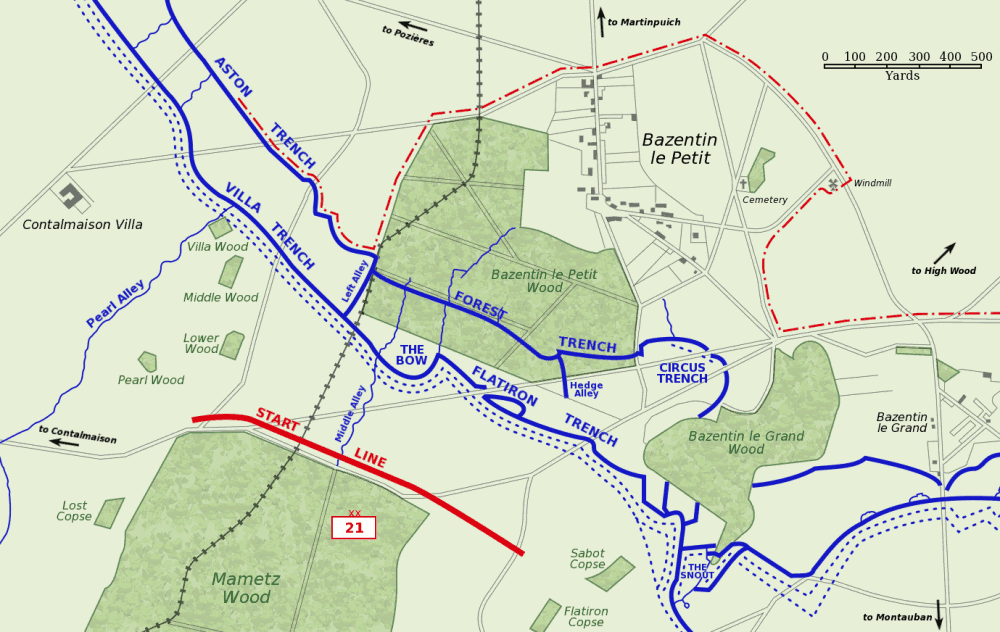
A brit 21. hadosztály támadása Bazentin le Petit település ellen, 1916. július 14-én. A hadosztály kiindulási állásait folyamatos vörös, a támadás során reggel 9-ig elfoglalt területet a szaggatott vörös vonal jelzi.

A támadás előkészítése és végrehajtása éles ellentétben állt a július 1-jei támadással. A támadásban összesen 4 hadosztály vett részt egy 5,5 km széles frontszakaszon. A katonák hajnali 3.25-kor kezdték a támadás egy 5 perces, meglepetésszerű tüzérségi előkészítés után. A brit tüzérség mozgó tüzérségi tűzzel fedezte a gyalogság előrenyomulását és a gyalogsági arcvonal szorosan követte a tüzérségi tűz vonalát, ezzel csak minimális mértékben tették ki a katonákat a németek tüzének.
A délelőtt közepére a támadás sikeresen elérte az összes közelebbi célkitűzést és áttörte a német frontvonalat. Azonban a tartalékok hiánya miatt nem sikerült teljes mértékben kihasználni a rést: a gyalogság előtt lehetőség nyílt a Magas-erdő nevű erdő elfoglalása, de ehelyett a lovasságot akarták bevetni. Az első világháború egyik legnevezetesebb lovassági rohama során a 7. dragonyos gárdaezred és a 20. dekkai lovasezred rohammal bevette az erdőt, de eddigre a németek kezdték újraszervezni a védelmet. Bár a lovasezredek július 14-én éjszaka sikeresen verték vissza a német ellentámadásokat, másnap vissza kellett vonulniuk. A britek ennek ellenére tovább küzdöttek az erdőért, valamint a szomszédos Delville-erdőért.
A csata további része nem volt annyira sikeres, mint az első nap, mivel nem hasznosították az itt nyert tapasztalatokat, és a németek is kezdték módosítani védekezésüket. Július 22-én Rawlinson tábornok egy újabb támadást indított 6 hadosztály bevetésével a 4. hadsereg teljes arcvonalán, amely teljes kudarc volt. A németek eddigre az egyes lövészárkok védelme helyett a mélységben való védekezésre tértek át, amit a tüzérség támogató tüzével nem lehetett teljesen felszámolni és a kiépített erődítmények pedig hatásosnak bizonyultak a fedezék nélkül előrenyomuló brit gyalogság ellen.

## Harcok Pozières és a Mouquet-major körzetében (1916. július 23. – augusztus 8.)
A brit frontvonal északi részén július első heteiben semmilyen lényeges eredményt nem tudtak elérni a jelentős veszteségek ellenére. Az Albert–Bapaume úttól északra fekvő Ovillers települést csak július 16-án tudták elfoglalni (az eredeti terv július 1-jére tűzte ezt ki). A település elfoglalása, illetve a július 14-i harcok során elért eredmények most szinte lehetővé tették a briteknek, hogy oldalba támadják a német vonalakat – ehhez azonban még el kellett foglalni Pozières-t.
Pozières település az Albert–Bapaume úton, egy enyhe magaslat tetején feküdt. A falu mögött (keletre) húzódott a németek második védelmi vonala. Július 14 és 17 között a brit 4. hadsereg 3 alkalommal próbálta meg elfoglalni a települést, mielőtt Haig felmentette Rawlinson tábornokot és hadseregét a támadás felelőssége alól és Gough' tábornok brit tartalékos hadseregének adta a feladatot. A támadás további részében az I. Anzac Hadtest két ausztrál és egy új-zélandi hadosztálya vett részt.

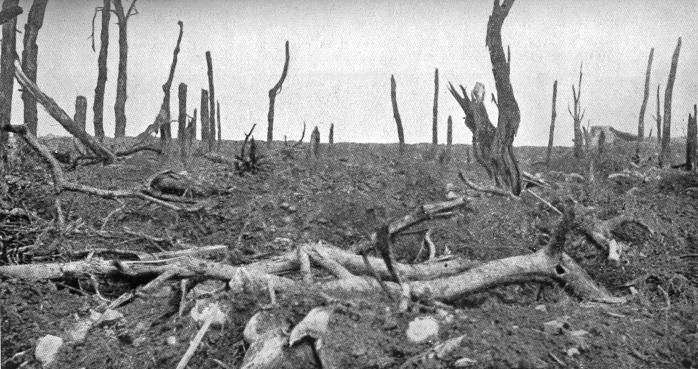
Pozières falu maradványai, 1916. augusztus 28-án

Gough azonnal támadásra akarta küldeni az ausztrál I. hadosztályt, de az egység parancsnoka, Harold Bridgwood Walker vezérőrnagy visszautasította a parancsot, amíg megfelelő előkészületeket nem tettek. Ennek megfelelően az ausztrálok támadását július 23-án éjszakára tették, hogy egybeessen a 4. hadsereg által ugyanekkorra tervezett támadással.
A támadás röviddel éjfél után kezdődött és kezdetben sikeres volt: Walker tábornok előkészületeinek és a tüzérség támogatásának köszönhetően rövid idő alatt sikerült elfoglalni Pozières-t. A falu mögött húzódó német állások elfoglalása azonban nem sikerült, bár az ausztrálok kísérletet tettek rá (és hősiességükért ketten is Viktória-kereszttel lettek kitüntetve). A németek, akik felismerték a falu fontosságát, három sikertelen ellentámadást indítottak a falu visszafoglalására, mielőtt megkezdték a falu tudatos és módszeres lebombázását. Az utolsó támadásra augusztus 7-én került sor, különösen erős tüzérségi előkészítés után. A németek ekkor lerohanták az előretolt állásokat, majd közelharcba keveredtek az ausztrálokkal, akik végül győztesen kerültek ki a csatából.
Gough tábornok elképzelése szerint Pozières elfoglalása után katonái északi irányban folytatták volna a támadást a Mouquet-major irányába, majd hátulról megtámadták volna a németek által jól megerősített Thiepval települést. Azonban az ausztrálok és új-zélandiak minél jobban benyomultak a német állások mögé, annál jobban ki voltak téve a német tüzérség tüzének, végül már három irányból támadták őket.

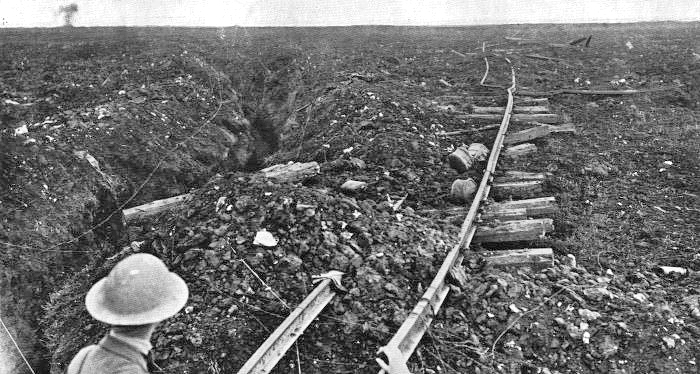
A Pozières-től északra és keletre elterülő fennsík, augusztus 28.

Augusztus 8-án az Anzac erők megindították támadásukat a magaslat vonalán, amelyet a balszárny felől a brit II. hadtest Ovillers felől támogatott. Augusztus 10-ére a németek védelmi vonala a Mouquet-majortól közvetlenül délre húzódott, jól megerősítve. Az Anzac erők számos kísérletet tettek a farm elfoglalására augusztus 12. és szeptember 3. között, minden egyes alkalommal közelebb nyomulva a majorhoz, de a német helyőrség kitartott. Ezt követően az Anzac erőket a Kanadai Hadtest katonái váltották fel, akik szeptember 16-án rövid időre elfoglalták a majort, de nem tudták megtartani. A farm szeptember 26-án került a szövetségesek kezére és a német helyőrség maradványai a következő napon adták meg magukat.
A Pozières és a Mouquet-major körzetében folytatott harcok során az ausztrál hadosztályok összesen 23 000 főt vesztettek halottakban és sebesültekben. A július 19-én vívott fromelles-i csata során elszenvedett veszteségeket is beleszámítva az ausztrálok több ember vesztettek hat hét alatt Franciaországban, mint a Dardanellák ostroma nyolc hónapja során.
Az új-zélandi hadosztály összesen 8000 főt vesztett hat hét alatt, amit közel egy százaléka volt Új-Zéland akkori lakosságának.

## Anyagháború: augusztus és szeptember

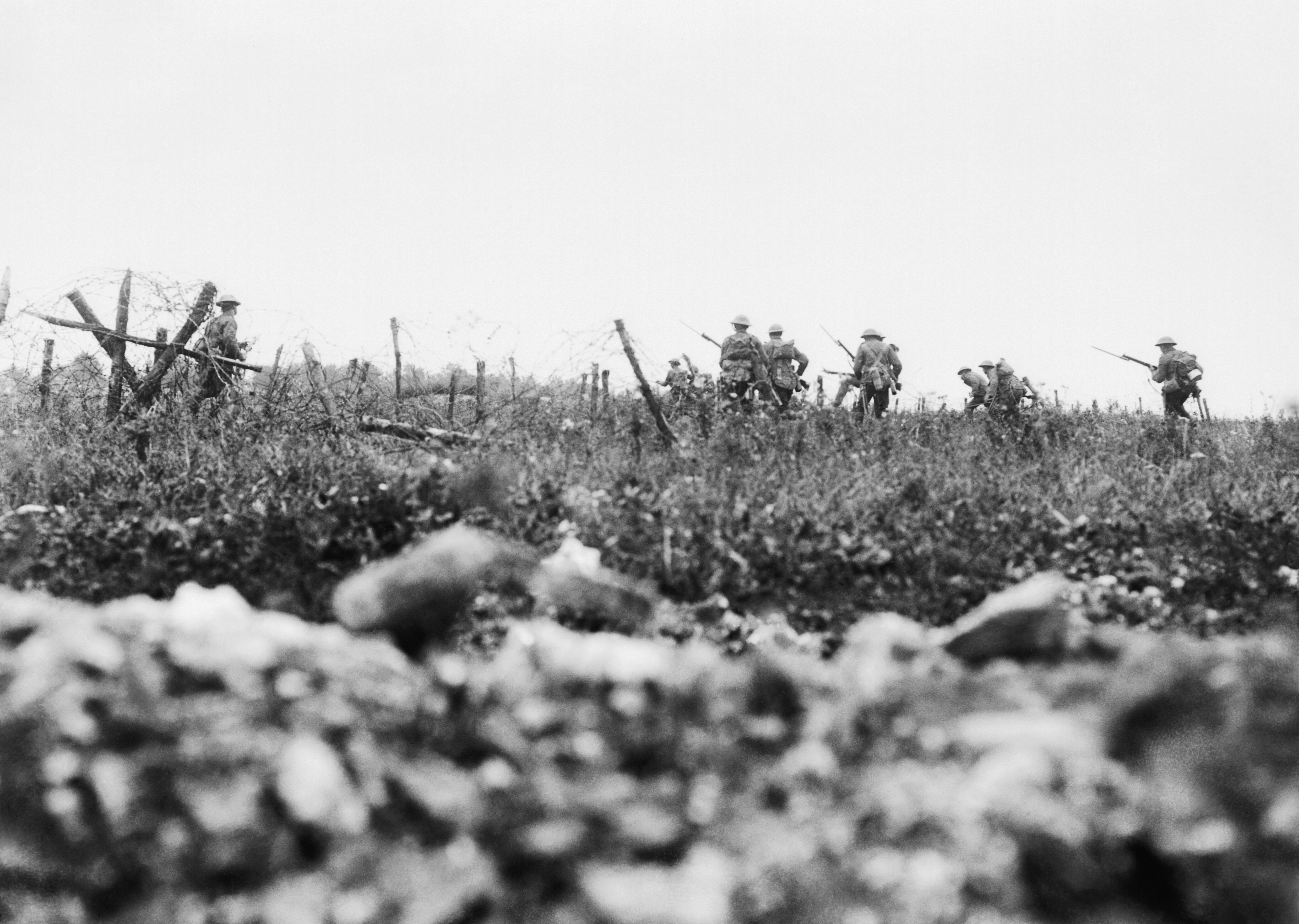
A Duke of Edinburgh Wiltshire Regiment katonái Thiepval közelében rohamoznak, augusztus 7.

Augusztus elejére Haig tábornok belátta, hogy a német vonalak áttörése nem lehetséges és hogy a német hadvezetés jórészt magához tért a júliusi nagy támadások okozta sokkból. Ezt követően hat héten keresztül a britek csak kisebb támadásokat indítottak, amelyekkel a következő nagy offenzívát akarták előkészíteni. Augusztus 29-én Erich von Falkenhayn tábornokot leváltották a német vezérkar éléről, helyébe Paul von Hindenburg tábornokot nevezték ki, helyettese Erich Ludendorff tábornok lett. A személycsere eredménye rögtön érezhető volt a németek védekező harcmodorában, majd szeptember 23-án elkezdték kiépíteni a Siegfried-állás nevű védelmi vonalat, amit a britek csak Hindenburg-vonalként emlegettek.
A brit 4. hadsereg arcvonalán folyamatos küzdelem folyt a Magas-erdő, Delville-erdő és a Switch Line néven ismert terepszakaszokért. A brit és francia csapatok érintkezési pontja Delville-erdőtől délkeletre, Guillemont és Ginchy falvak körzetében volt, ahol a britek a július 1-jei támadás óta szinte semennyit nem haladtak előre. A francia sikerek eredményeként a két hadsereg átlósan helyezkedett el, és sem a franciák, sem a britek nem tudták folytatni a támadást, amíg ezt a két falut el nem foglalták. Az első brit támadás Guillemont ellen augusztus 8-án kudarcot vallott. Augusztus 18-án egy újabb, nagyszabású támadást indítottak, három brit és egy francia hadtest részvételével, de még így is csak szeptember 3-án tudták elfoglalni a falut. Ezt követően a britek 16. ír hadosztálya Ginchy ellen fordult, amit szeptember 9-én foglaltak el. A franciák saját arcvonalukon haladtak előre és a két hadsereg sikeresen találkozott Combles közelében.

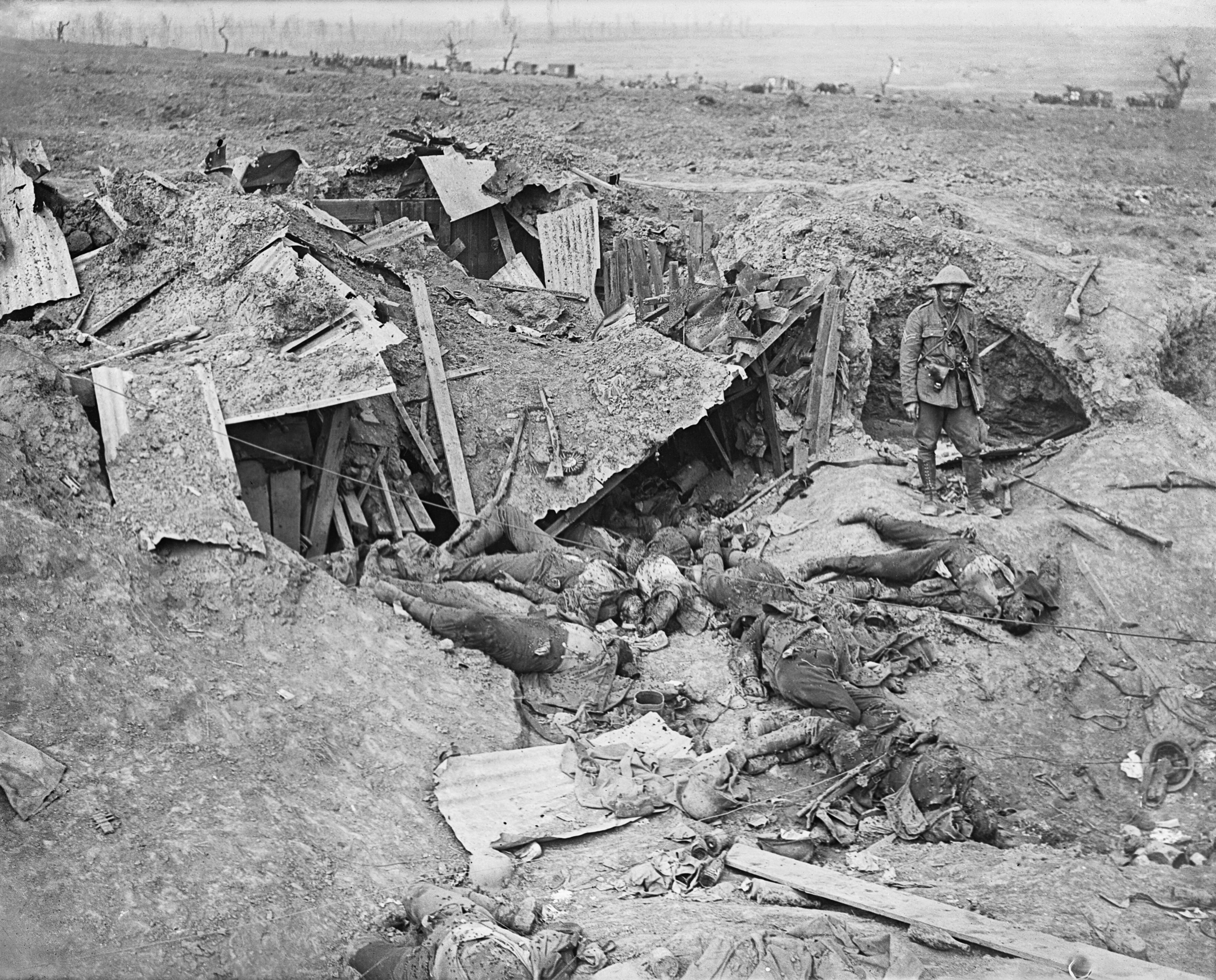
Lerombolt német lövészárok és fedezék Guillemont közelében

A két falu elfoglalásával a britek sikeresen egyenesítették ki a frontszakaszt, amely északon a Mouquet-majortól délen Combles-ig terjedt. 1916-ban a katonai tervezők az egyenes frontszakaszt a sikeres támadás egyik feltételének tartották, mivel csak így volt lehetséges a tüzérségnek hatásos előkészítő és mozgó tüzet irányozni az ellenségre, ami viszont lehetővé tette a gyalogság előrenyomulását.
A küzdelmek során, bár nagyobb szabású támadásra nem is került sor, a brit 4. hadsereg jelentős veszteségeket szenvedett. Július 15. és szeptember 14. között a 4. hadsereg egységei kb. 90 kisebb támadásban vettek részt (ebből csak négy támadás terjedt ki a hadsereg által elfoglalt 5 km-es frontszakaszra). Ennek ellenére ebben az időszakban összesen 82 000 főt veszítettek halottakban és sebesültekben, cserébe kb. 900 méterrel sikerült a németeket hátravetni.

## A harckocsi megjelenése a harcmezőn

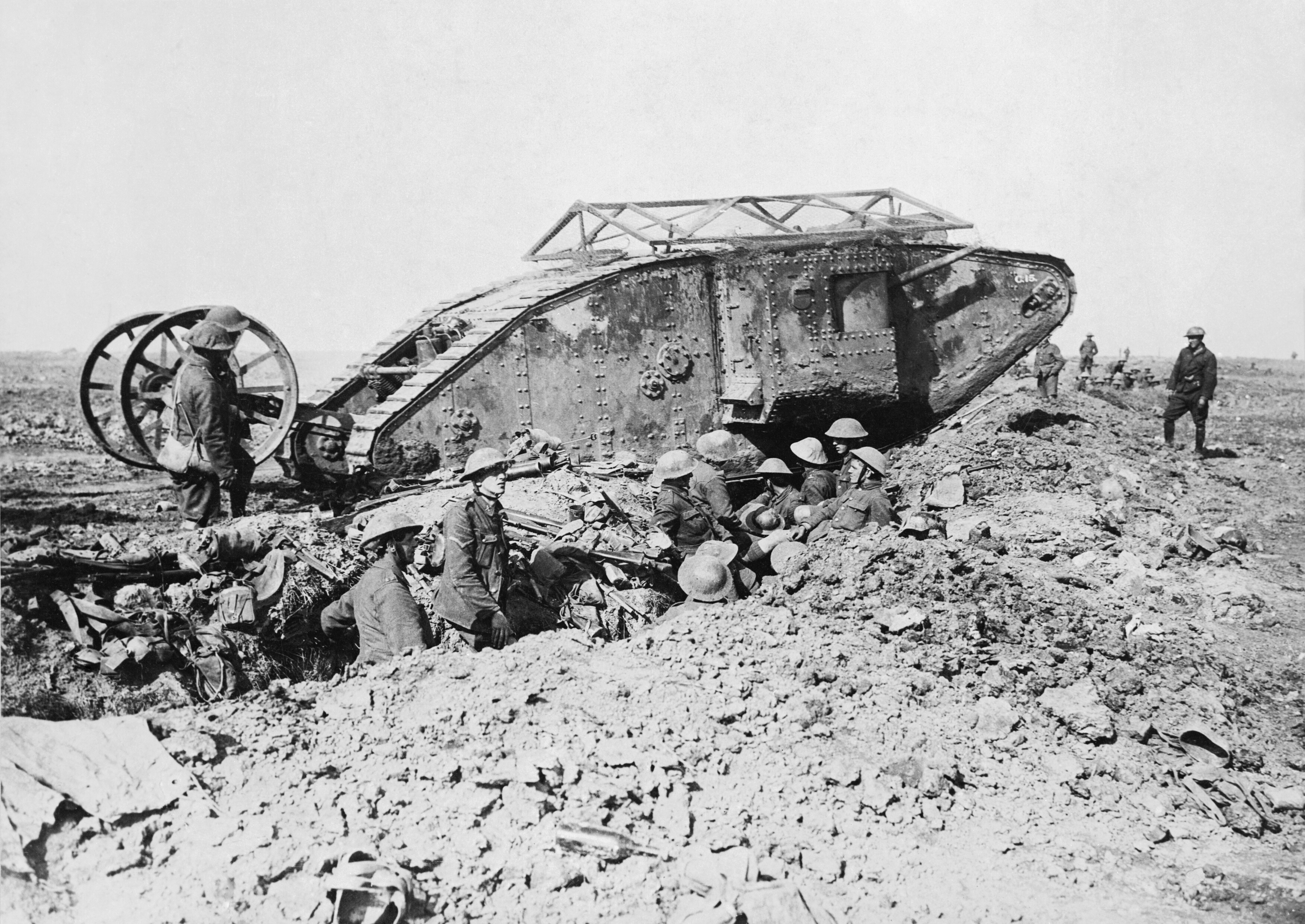
C-15, egy brit Mark I típusú harckocsi 1916. szeptember 25-én

A szövetségesek utolsó nagy erőfeszítése, hogy a somme-i csata során áttörjék a német vonalakat, szeptember 15-én kezdődött. Flers és Courcelette települések térségében 11 hadosztály (kilenc a 4. hadsereg kötelékéből és 2 kanadai hadosztály) indított támadást, amelyhez később 4 francia hadtest is csatlakozott.
Ennek a csatának a jelentőségét az első harckocsik megjelenése adta. A brit hadvezetés nagy reményeket fűzött ahhoz, hogy a titkos fegyver megjelenése megtöri az állóháborút és meghozza végre az áttörést a nyugati fronton. Az első tankokat ennek megfelelően nem a korszerű mozgó hadviselésre – kb. 3,2 km/ó sebességgel tudtak haladni, aminél még a gyalogság is gyorsabban mozgott –, hanem az ellenséges lövészárkok leküzdésére vetették be. A harckocsikat ugyanis a szögesdrót-akadályokkal nem lehetett feltartóztatni, az ellenséges gyalogság puska és géppuskatüzétől pedig megvédte páncélzatuk. Lassú előrehaladásuk miatt azonban eléggé ki voltak téve a tüzérség tüzének, és ezen felül nagyon megbízhatatlanok voltak: a szeptember 15-én bevetett 49 harckocsiból csak 32 érte el a brit első vonalat és ezek közül csak 21 érte el az ellenséges vonalakat. Igen gyakori volt a harckocsik meghibásodása, illetve gyakran elakadtak a harcmezőre jellemző gránáttölcsérekben vagy a mocsaras részeken.

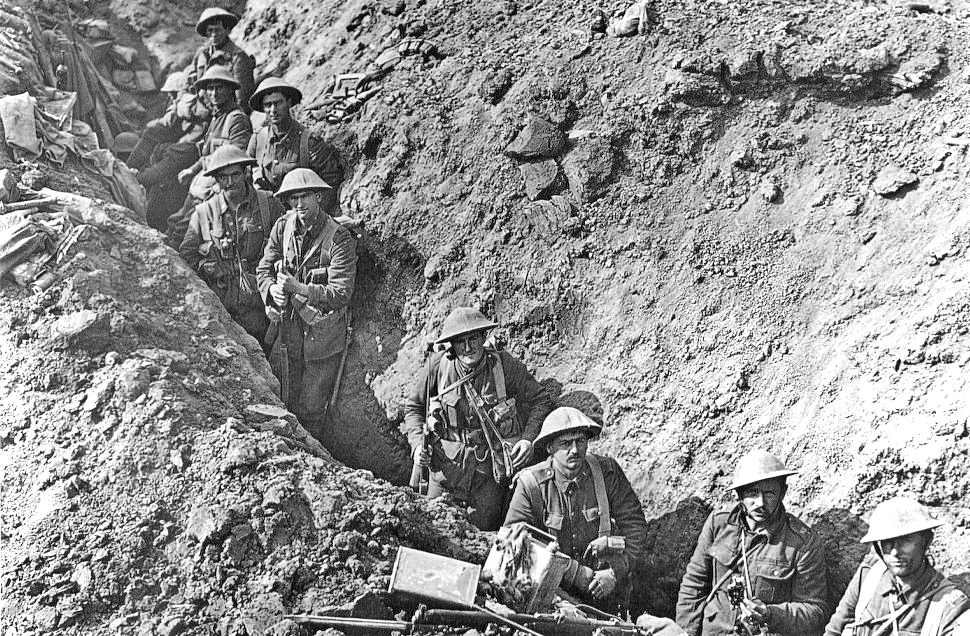
új-zélandi gyalogság a németektől elfoglalt lövészárokban várakozik

A támadás eredményeként a britek az egész arcvonalon előrenyomultak, Flers központjában 3,2 km mélyen benyomultak a német állásokba – ezt a sikeres támadást a brit 41. hadosztály hajtotta végre. A hadosztály támadását számos harckocsi támogatta, amelyek áttörték a falu körül kialakított szögesdrót-akadályokat, áthatoltak a lövészárkokon és a falu főutcáján előrenyomulva megsemmisítették az egyes házakban megbúvó német katonákat. A falu felett átrepülő brit pilóta ezt a meglehetősen optimista jelentést adta le a csata után: „Flers főutcáján egy harckocsi parádézik, míg a brit hadsereg mögötte korzózik.”
Ez a csata volt az Új-zélandi Hadosztály első jelentősebb bevetése, amely Flers-től nyugatra elfoglalta a német vonalak egy szakaszát. A kanadai 2. hadosztály nehéz küzdelem után, két harckocsi támogatásával foglalta el Courcelette települést. A brit arcvonalon végül, két hónapi folyamatos küzdelem után, sikerült elfoglalni a Magas-erdőt, bár a támadáshoz kijelölt harckocsik elakadtak a facsonkokban és a gránáttölcsérekben és csak egy harckocsi érte el a német vonalakat. A német védők csak akkor vonultak vissza, amikor az erdő két oldalán előrenyomuló brit egységek bekerítéssel fenyegették őket.

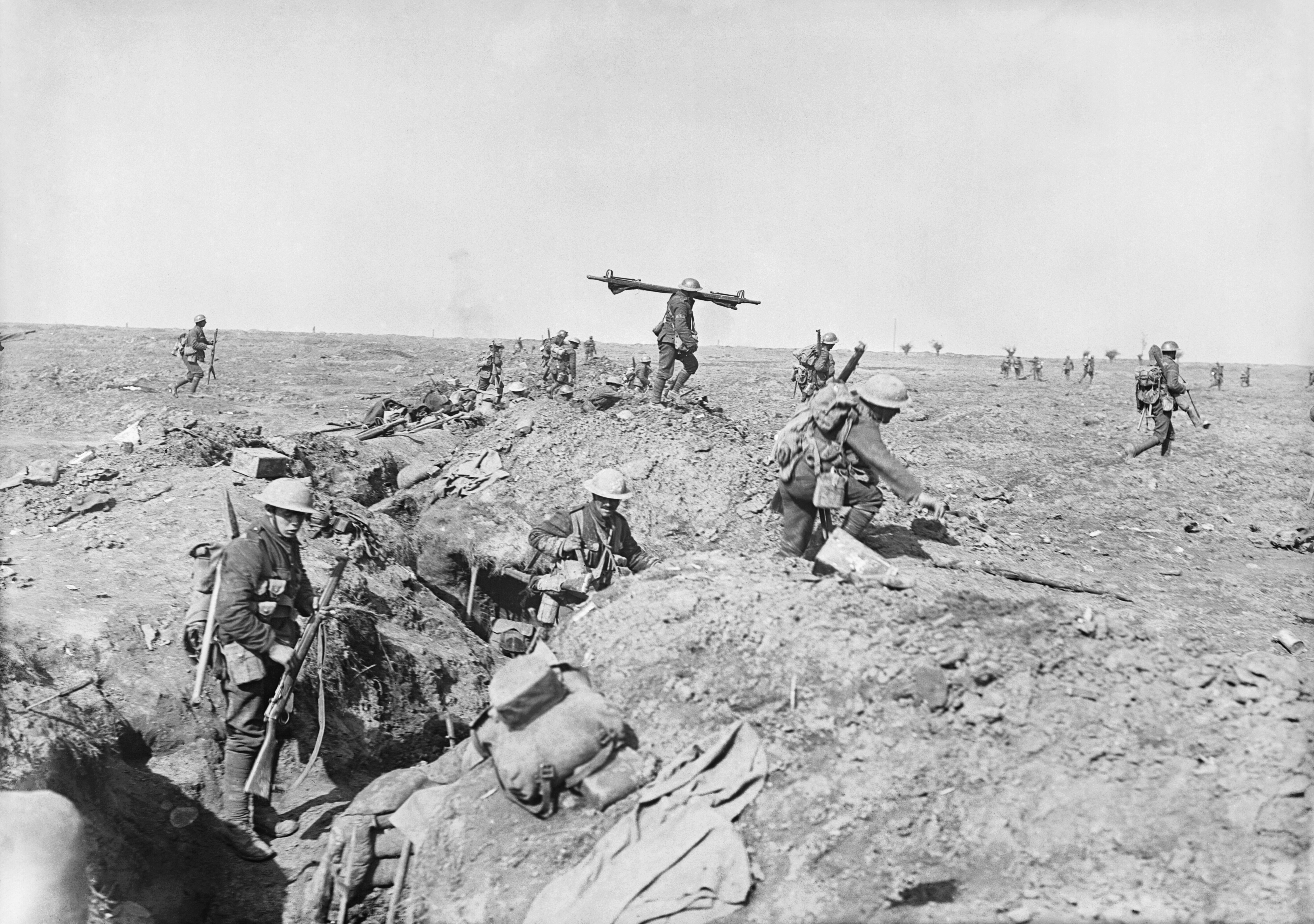
Brit gyalogos katonák Ginchy közelében, a morvali csata (szeptember 25.) során

A brit támadás eredményeként 4 km mélységben behatoltak a német frontvonal mögé és elfoglalták a tartalék állásokat is, de a támadás kitűzött célját, az áttörést most sem sikerült kierőszakolni. Az itt bevetett harckocsik jelentős eredményeket értek el, de megbízhatatlanságuk miatt mégsem lehettek az áttörést kierőszakoló csodafegyverek.
A szeptember 15-i támadás legkevésbé sikeres része Ginchytől keletre volt, ahol egy négy oldalról megerősített német állás sikeresen tartóztatta fel a brit előrenyomulást Morval irányában. Ezt az erődítményt csak szeptember 18-án sikerült elfoglalni. Ekkor egy újabb támadást terveztek Thiepval, Gueudecourt, Lesbœufs és Morval falvak elfoglalására. A gondosan megválasztott célkitűzések, az összpontosított tüzérségi tűz és a gyenge német ellenállás miatt ez a támadás már sikerrel járt.

## A csata utolsó szakasza
Lásd még: Thiepval Ridge-i csata – Le Transloy-i csata – Ancre-magaslatoki csata – Ancre-i csata

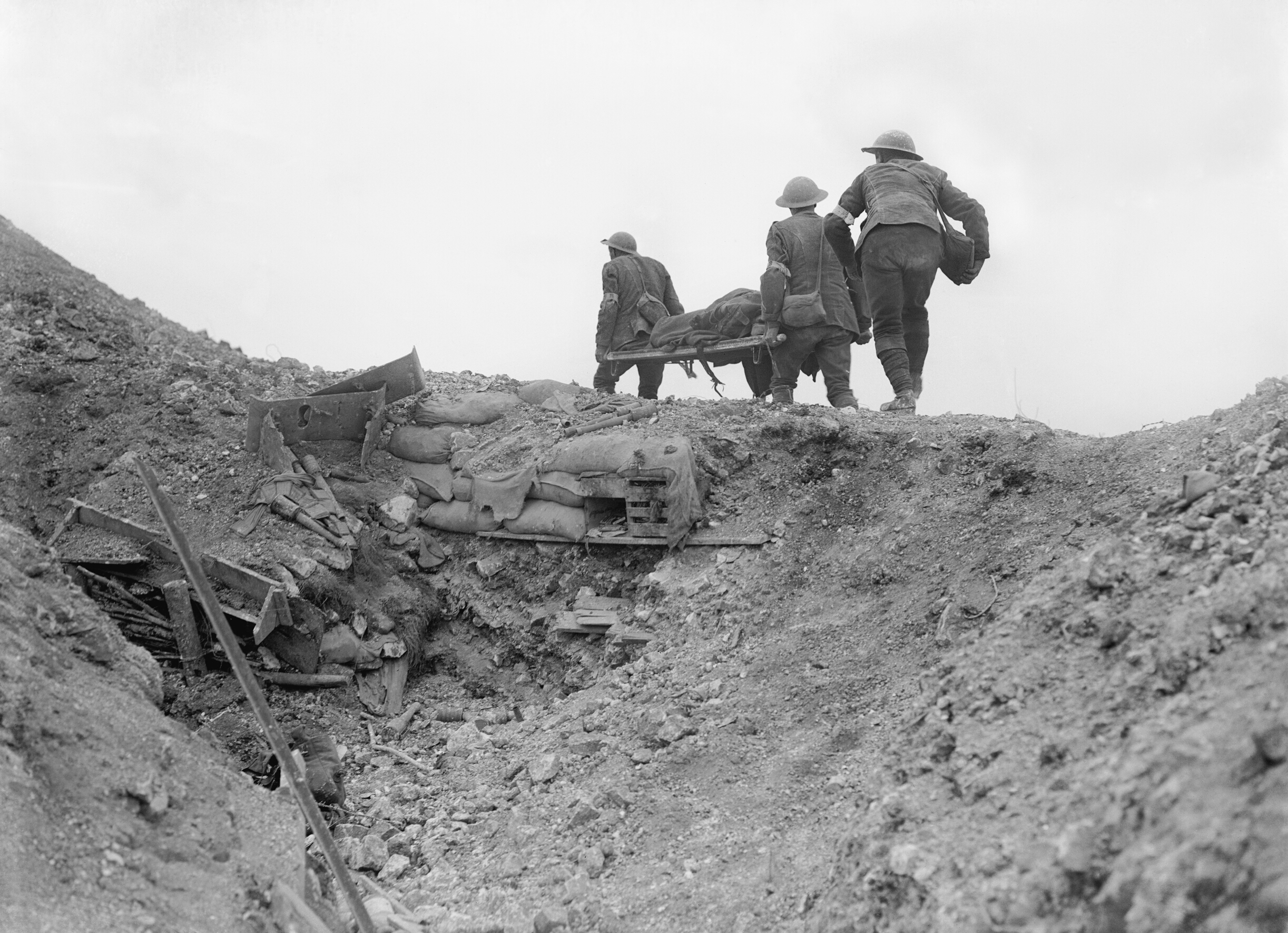
Sebesülthordozók a Thiepval-gerinci csata idején, 1916. szeptember

Szeptember 26-án indította meg Gough tábornok tartalékos hadserege július óta az első nagyobb támadását Thiepval elfoglalására. A brit 18. keleti hadosztály, gondos kiképzés, felkészítés és a támadás előkészítése révén már az első nap elfoglalta a németek által jól megerősített város nagy részét. A Mouquet-major is elesett, a brit 11. északi hadosztály foglalta el, míg a kanadai csapatok 900 méterre közelítették még Courcelette-et. Az első támadás sikerei után október 1. és november 11. között csak anyagcsata folyt, a jelentős veszteségek ellenére a britek szinte semmit nem tudtak előrenyomulni.
Haig tábornok, a britek főparancsnoka továbbra is hitt abban, hogy a brit 4. hadsereg frontján küszöbön áll az áttörés. Szeptember 29-én ismertette tervét, amely szerint Edmund Allenby tábornok 3. hadserege Gommecourt körül indít támadást, amelyet a 4. hadsereg támadása kísér Cambrai körzetében. A támadás célkitűzése a Le Transloy és Le Sars között, az Albert–Bapaume út mentén kiépített német negyedik vonal elfoglalása volt.
Az október 1-jén kezdődő Le Transloy-i csata során azonban a britek előrenyomulása hamarosan elakadt, mivel az időjárás kedvezőtlenre fordult, az őszi esők feláztatták a földet és a gyalogság nem tudott mozogni a mocsaras csatatéren. Le Sars települést október 7-én elfoglalták, de máshol szinte semmilyen eredményt nem értek el a jelentős veszteségek ellenére. Az utolsó jelentős harccselekményre november 5-én került sor, amikor a 4. hadsereg sikertelen kísérletet tett a Warlencourt-domb elfoglalására. Ezt követően a 4. hadsereg egységei nem vettek részt a somme-i csata küzdelmeiben.

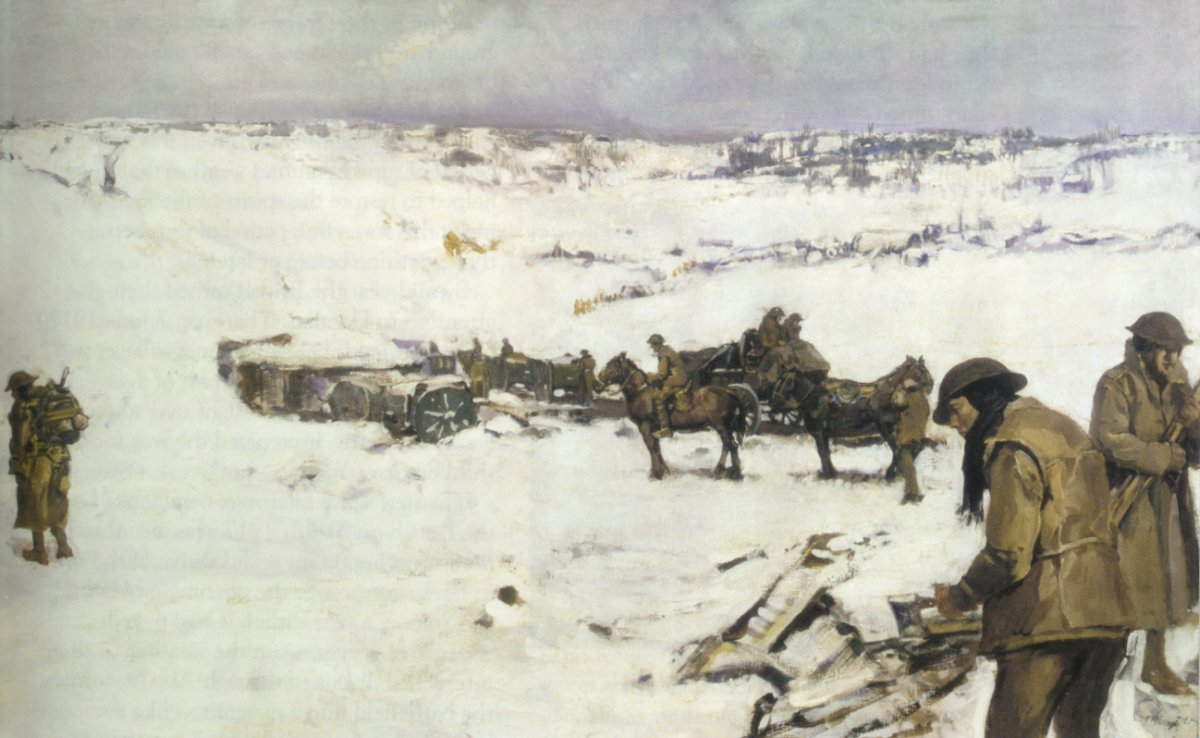
Mametz, nyugati front, Frank R. Crozier festménye az I. Anzac Hadosztály katonáit ábrázolja 1916–1917 telén

A somme-i csata utolsó felvonására november 13. és 18. között került sor, az Ancre mentén, Thiepvaltól északra. Haig ekkor már nem reménykedett az áttörésben, de mivel november 15-ére újabb szövetséges konferencia megrendezését tervezték, sikerekről akart beszámolni a brit hadvezetésnek küldött jelentésében. A támadás szinte teljes egészében a július 1-jei nagy támadást idézte: aknákat robbantottak a Hawthorn-gerinci redout alatt, a brit 31. hadosztály, amely július 1-jén Serre települést támadta, most is ugyanezt a feladatot kapta, ugyanolyan katasztrofális eredményekkel. Serre-től délre a britek, a korábbi csatározások során nyert tapasztalataikat felhasználva, a legtöbb célkitűzést elérték. A brit 51. felföldi hadosztály elfoglalta Beaumont-Hamelt, míg a jobbszárnyon a brit 63. haditengerészeti hadosztály Beaucourt-sur-l’Ancre-t foglalta el. Az Ancre-től délre a brit II. hadtest szintén ért el sikereket.
Haig már ezzel is elégedett volt, de Gough tábornok újabb támadást sürgetett, amire november 18-án került sor. A britek a német „München” és „Frankfurt” vonalakat támadták, hogy elfoglalják Grandcourt települést. A sikertelen támadás során a felföldi könnyű gyalogsági ezred 16. zászlóaljának 90 katonája a Frankfurt vonalban rekedt, ahol egészen november 21-ig védekeztek, mielőtt a 45 túlélő megadta magát. Ezt volt a somme-i csata utolsó harccselekménye.

## A csata összegzése

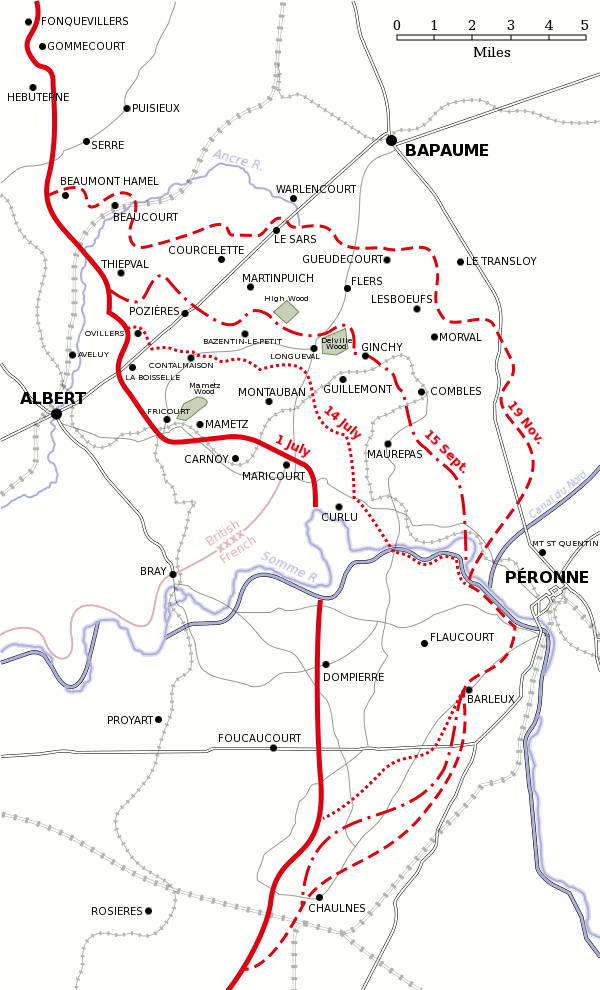
A somme-i csata során július 1-je és november 18-a között elért területi nyereségek.

Az utókor értékelése alapján egyik fél sem tekinthető a somme-i csata győztesének. A britek és a franciák súlyos veszteségek árán is csak kb. 5,5 km mélységben tudtak behatolni a német vonalak mögé, ami jócskán elmaradt az eredetileg várt döntő áttöréstől. A britek legnagyobb előrenyomulása kb. 3 km volt, eközben összesen 420 000 fő veszteséget szenvedtek halottakban és sebesültekben – minden egyes centiméter előrenyomulás 2 fő veszteséget jelentett. Azonban az 1960-as években brit és nemzetközösségi történészek kezdték a somme-i csatáról kialakult közvéleményt megkérdőjelezni, mivel véleményük szerint a csata több stratégiai eredményt hozott a briteknek, mint a németeknek, és ezért győzelemnek is tekinthető. Gary Sheffield brit történész véleménye szerint: „A somme-i csata önmagában nem hozott győzelmet, de nélküle nem az antant szövetség erői fejezik be győztesen a háborút 1918-ban.”

### Hadászati jelentősége
A csata előtt a német hadvezetés Nagy-Britanniát hadászatilag elsősorban tengeri hatalomnak tartotta és nem tartotta képesnek arra, hogy a szárazföldi csatákba érdemben beavatkozzon. Németország fő ellenségei ekkor Franciaország és Oroszország voltak. A szövetségesek között is hasonló vélemény uralkodott, elsősorban ez volt az oka, hogy a nyugati front hadműveleteit jórészt a francia hadvezetés határozta meg. A somme-i csata után azonban ez megváltozott. A német hadvezetés, elismerve a britek felől érkező fenyegetést, 1917. január 31-én a korlátlan tengeralattjáró-háború mellett döntött, amellyel ki akarta éheztetni a briteket és meg akarta akadályozni, hogy megfelelően el tudják látni csapataikat a harctéren. Azonban ez a döntés végül az Amerikai Egyesült Államok hadba lépéséhez vezetett.
1916 elején a brit hadsereg jórészt tapasztalatlan újoncokból és önkéntesekből állt, a somme-i csata volt a Kitchener hadügyminiszter felhívására toborzott hadsereg tűzkeresztsége. Bár a somme-i csata brit halottai és sebesültjei jórészt tapasztalatlan újoncok voltak, de áldozatuk mégsem volt hiábavaló: minden egyes veszteség, amelyet a német hadsereg elszenvedett, tovább csökkentette a német hadsereg harcértékét. A nyugati fronti német csapatok főparancsnoka, Rupprecht bajor koronaherceg maga is ezt monda: „Ami megmaradt a békebeli, első osztályú kiképzésen felkészített német gyalogságból, azt elvesztegettük a csatatéren.” Bár a csata után előléptették, Rupprecht herceg mégis magára haragította a német hadvezetést, mert azt javasolta, hogy mihamarabb kössenek békét a szövetségesekkel – ekkor már látta, hogy Németország nem tudja úgy pótolni az itt elszenvedett veszteségeket, ahogyan azt a britek és a franciák megengedhették maguknak.

### Német veszteségek
Egyes vélemények szerint a csata során a német hadsereg olyan súlyos veszteségeket szenvedett, amelyből sosem tért magához. Ennek ellenére a csata tetőpontján a németek néhány hadosztályt kivontak a frontról, hogy a romániai offenzívához csoportosítsák át azokat. 1917-ben pedig továbbra is eredményesen védekezett a britek és a franciák támadásai ellen, amelyeket Arras, Champagne (a Nivelle-offenzíva) és Passchendaele körzetében indítottak.
1917. február 24-én a német hadsereg visszavonult az előre kiépített Hindenburg-vonalba, maguk mögött felégetve mindent. A visszavonulással ugyan feladták azokat a területeket, amelyeket jelentős áldozatok árán védelmeztek az előző évben, de cserébe a német vonalak jóval egyenesebbek és könnyebben védhetők lettek. Ugyanez nem állt a britek és a franciák lehetőségére, akik politikai okokból sehol sem tudtak stratégiai visszavonulást végrehajtani (mint pl. Ypres-nél vagy Verdunnél.)
A különböző értékelések sem fedik el azonban a valóságot, hogy a somme-i csata volt az első világháború egyik legnagyobb veszteségekkel járó csatája, amelyben mindkét fél súlyos áldozatokat hozott. Egy német tiszt, Friedrich Steinbrecher, a következőket írta:
"Somme. Az egész világ történelme során nem ismert még ennyire szörnyű szót". Friedrich Steinbrecher
Egy másik tiszt, von Hentig százados, úgy írta le a somme-i csatát, mint „a német hadsereg sáros temetője”.

## Veszteségek
| Nemzetiség              | Összes veszteség | Halott & vagy eltűnt | Hadifogoly |
| ----------------------- | ---------------- | -------------------- | ---------- |
| Nagy-Britannia          | 360 000+         | -                    | -          |
| Kanada                  | 24 029           | -                    | -          |
| Ausztrália              | 23 000           |                      | < 200      |
| Új-Zéland               | 7408             | -                    | -          |
| Írország                | 25 000           | -                    | -          |
| Dél.Afrika              | 3000+            | -                    | -          |
| Újfoundland             | 2000+            | -                    | -          |
| Brit Birodalom összesen | 419 654          | 95 675               | -          |
| Franciaország           | 204 253          | 50 756               | -          |
| Szövetségesek összesen  | 623 907          | 146 431              | -          |
|                         |                  |                      |            |
| Német Birodalom         | 465 000          | 164 055              | 31 000     |

A csata után közvetlenül, a november 15-én megtartott konferencia során a szövetségesek úgy becsülték, hogy a 485 000 fő brit és francia veszteséggel szemben a németek 630 000 főt vesztettek, ami a szövetségesek javára billentette volna a csata mérlegét. Azonban a háború után napvilágra került, hogy a csata során összesen 419 654 fő volt a britek és 204 253 fő a franciák vesztesége, ezekből 146 431 fő halott és eltűnt.
A brit történész, Sir James Edmonds állítása szerint a német veszteségek elérték a 680 000 főt, de később az adat hitelességét kétségbe vonták. A brit War Office (hadügyminisztérium) jelentése később azt tartalmazta, hogy a német veszteségek nem érték el a 180 000 főt a csata során. Amikor Henry Rawlinson tábornok életrajzán dolgozott, Sir Frederick Maurice vezérőrnagy kutatásokat végzett a német Reichsarchiv feljegyzései között, ahol a csata veszteségeire vonatkozóan 164 055 fő halott és eltűnt szerepel.
A csata során az átlagos brit hadosztály, amely kb. 10 000 főből állt, november 19-ig 8026 főt, azaz a hadosztály 80%-át elvesztette. Az egyes nemzetek hadosztályai tekintetében a veszteségadatok jelentősen eltértek: átlagosan 6329 fő a négy kanadai hadosztályban, 7408 fő az új-zélandi hadosztályokban, 8133 fő a 43 brit hadosztályban és 8960 fő a három ausztrál hadosztályban. A britek a csata minden egyes napján átlagosan 2943 főt vesztettek halottakban és sebesültekben, ennél többet csak 1917-ben a második arrasi csata során (4076 fő/nap), valamint 1918-ban az utolsó német offenzíva alatt (3685 fő/nap) veszítettek.
A brit légierő, a Royal Flying Corps 782 repülőgépet és 576 pilótát veszített a csata alatt.

## Filmek, dokumentumfilmek
- The Battle of the Somme – az első dokumentumfilm, amely a csata során készített filmfelvételek felhasználásával készült (1916)
- The Somme – amerikai játékfilm (1927)
- Die Somme – német játékfilm (1930)
- For King and Empire – dokumentumfilm a kanadai hadsereg részvételéről (1964)
- The Trench – brit játékfilm (1999)
- The Somme: From Defeat to Victory – brit dokumentumfilm (2006)
- The Somme – brit dokumentumfilm (2005)
- Commemorating the Somme – 90 Years On BBC dokumentumfilm (2006)